# Inno Nazionale della Repubblica
Inno Nazionale er Republikken San Marinos nationalsang. Det blev skrevet af Federico Consolo, som var en italisk violinist og komponist, og erstattede Giubilanti d'amore fraterno som nationalsang i 1894. Denne nationalsang er den af de få i verden, som er uden officielle tekster (sammen med Spanien, Bosnien-Hercegovina og Kosovo), og er derfor kun kaldt Inno Nazionale (italiensk: Nationalhymne). Selvom det er forholdsvist ukendt og sjældent hørt i det bredere Europa, bliver "Inno Nazionale" ofte spillet i gaderne i hovedstaden San Marino af musikere fra Militærensemblet under nationale og religiøse højtider.